# Slowakische Badmintonmeisterschaft 2012
Die Slowakische Badmintonmeisterschaft 2012 war die 20. Auflage der Titelkämpfe im Badminton in der Slowakei. Sie fanden vom 27. bis zum 29. April in Prešov statt.

## Medaillengewinner
| Disziplin    | Gold                                                                         | Silber                                                                   | Bronze                                                                |
| ------------ | ---------------------------------------------------------------------------- | ------------------------------------------------------------------------ | --------------------------------------------------------------------- |
| Herreneinzel | Jarolím Vícen (Lokomotíva Košice)                                            | Michal Matejka (M-Šport Trenčín)                                         | Matej Hliničan (M-Šport Trenčín)                                      |
| Herreneinzel | Jarolím Vícen (Lokomotíva Košice)                                            | Michal Matejka (M-Šport Trenčín)                                         | Martin Kožár (Lokomotíva Košice)                                      |
| Dameneinzel  | Monika Fašungová (CEVA Trenčín)                                              | Jana Čižnárová (M-Šport Trenčín)                                         | Zuzana Orlovská (BC Prešov)                                           |
| Dameneinzel  | Monika Fašungová (CEVA Trenčín)                                              | Jana Čižnárová (M-Šport Trenčín)                                         | Martina Repiská (Slávia TU Zvolen)                                    |
| Herrendoppel | Michal Matejka (M-Šport Trenčín) Marián Šulko (Spoje Bratislava)             | Martin Bočák (BK MI Trenčín) Juraj Vachálek (Spoje Bratislava)           | Jarolím Vícen (Lokomotíva Košice) Martin Kožár (Lokomotíva Košice)    |
| Herrendoppel | Michal Matejka (M-Šport Trenčín) Marián Šulko (Spoje Bratislava)             | Martin Bočák (BK MI Trenčín) Juraj Vachálek (Spoje Bratislava)           | Martin Vícen (Spoje Bratislava) Miroslav Haring (Spoje Bratislava)    |
| Damendoppel  | Júlia Turzáková (Lokomotíva Košice) Gabriela Zabavníková (Lokomotíva Košice) | Zuzana Orlovská (BC Prešov) Ivana Kubíková (BC Prešov)                   | Barbora Bobrovská (Lokomotíva Košice) Monika Fašungová (CEVA Trenčín) |
| Damendoppel  | Júlia Turzáková (Lokomotíva Košice) Gabriela Zabavníková (Lokomotíva Košice) | Zuzana Orlovská (BC Prešov) Ivana Kubíková (BC Prešov)                   | Kamila Mayerová (M-Šport Trenčín) Jana Čižnárová (M-Šport Trenčín)    |
| Mixed        | Vladimír Závada (BC Prešov) Zuzana Orlovská (BC Prešov)                      | Ladislav Tomčko (BK ATU Košice) Gabriela Zabavníková (Lokomotíva Košice) | Marián Smrek (M-Šport Trenčín) Ivana Kubíková (BC Prešov)             |
| Mixed        | Vladimír Závada (BC Prešov) Zuzana Orlovská (BC Prešov)                      | Ladislav Tomčko (BK ATU Košice) Gabriela Zabavníková (Lokomotíva Košice) | Tomáš Lobotka (CEVA Trenčín) Vanda Klečková (Spoje Bratislava)        |